# Abdel Fattah al-Sissi
Pour les articles homonymes, voir Sissi.
Abdel Fattah al-Sissi (en arabe : عبد الفتاح السيسي, transcrit traditionnellement ‘Abdu l-Fattāḥ as-Sīsī ; prononcé en arabe égyptien : [ʕæbdel.fætˈtæːħ esˈsiːsi]), né le 19 novembre 1954 au Caire, est un militaire et homme d'État égyptien. Maréchal, il est président de la république arabe d'Égypte depuis le 8 juin 2014.
Militaire de carrière, il a suivi une formation en Égypte, au Royaume-Uni puis aux États-Unis. Ses compétences et sa loyauté envers le régime égyptien lui valent d'être nommé directeur des services de renseignements militaires par le président Hosni Moubarak. Après la révolution égyptienne de 2011 et l'élection, l'année suivante, de Mohamed Morsi à la présidence de la République, il est nommé ministre de la Défense par celui-ci, succédant au maréchal Mohamed Hussein Tantawi, homme fort de l'armée.
Promu vice-Premier ministre après avoir organisé le coup d'État militaire du 3 juillet 2013 contre le président islamiste Mohamed Morsi, il abroge la Constitution égyptienne de 2012, élaborée par les partisans du président déchu, et conforte son influence politique avec l'adoption d'une nouvelle loi fondamentale, parallèlement à de nouvelles élections. Il se démet de ses fonctions gouvernementales pour se présenter à l'élection présidentielle de 2014, qu'il remporte avec 96,9 % des suffrages, bien que l'issue de ce scrutin soit contestée. Cette élection permet à l'armée de retrouver pleinement le pouvoir politique qui lui avait été ôté à l'issue de la révolution de 2011. Il est réélu avec 97,1 % des voix en 2018, puis à nouveau en 2023, avec 89,7 % des suffrages.
Il est par ailleurs président de l'Union africaine entre 2019 et 2020.

## Situation personnelle

### Origines et études
Fils de petits commerçants cairotes (l'un des trois garçons d'une fratrie de huit enfants), Abdel Fattah al-Sissi naît à Gamaleya, un quartier du vieux Caire. Il fait ses classes au lycée militaire. En 1973, il parvient à entrer à l'Académie militaire et choisit lors de sa sortie l'infanterie mécanisée. Il bénéficie également d'une formation anglo-saxonne réservée aux éléments les plus prometteurs : il étudie au Command & Staff College en Égypte, puis est envoyé en 1992 dans une académie militaire britannique à Watchfield (le Joint Services Command and Staff College (en)), et en 2006, à la United States Army War College (il y rédige un mémoire intitulé La Démocratie au Moyen-Orient). Il déclare en 2016 dans un de ses discours : « Pendant dix ans, j'ai vécu avec que de l'eau et du pain dans mon réfrigérateur, […] je suis de chez vous, je comprends la douleur du peuple égyptien, je vous comprends ».

### Carrière militaire
Il commence sa carrière militaire dans l'infanterie, devenant par la suite attaché militaire à l'ambassade d'Égypte en Arabie saoudite, puis commandant en chef de la zone nord d'Alexandrie.
En juin 2011, Abdel Fattah al-Sissi qui est alors chef du renseignement militaire et membre du Conseil suprême des forces armées (CSFA), organe qui dirige le pays depuis la démission sous la pression populaire du président Moubarak, justifie l'utilisation de tests de virginité sur les manifestantes « pour protéger l'armée contre des accusations possibles de viol ».
Il est décrit à la fois comme « nationaliste et conservateur », mais « soucieux de préserver la stabilité de son pays et son alliance stratégique avec les États-Unis ».

### Vie privée
Abdel Fattah al-Sissi est marié et père de quatre enfants (trois garçons, Moustafa, Mahmoud et Hassan et une fille, Aya),. Réputé pieux, « il connaît le Coran par cœur et veille à parsemer ses discours de citations islamiques » selon Courrier international.

## Parcours politique

### Ministre de la Défense et crise politique de 2012-2013

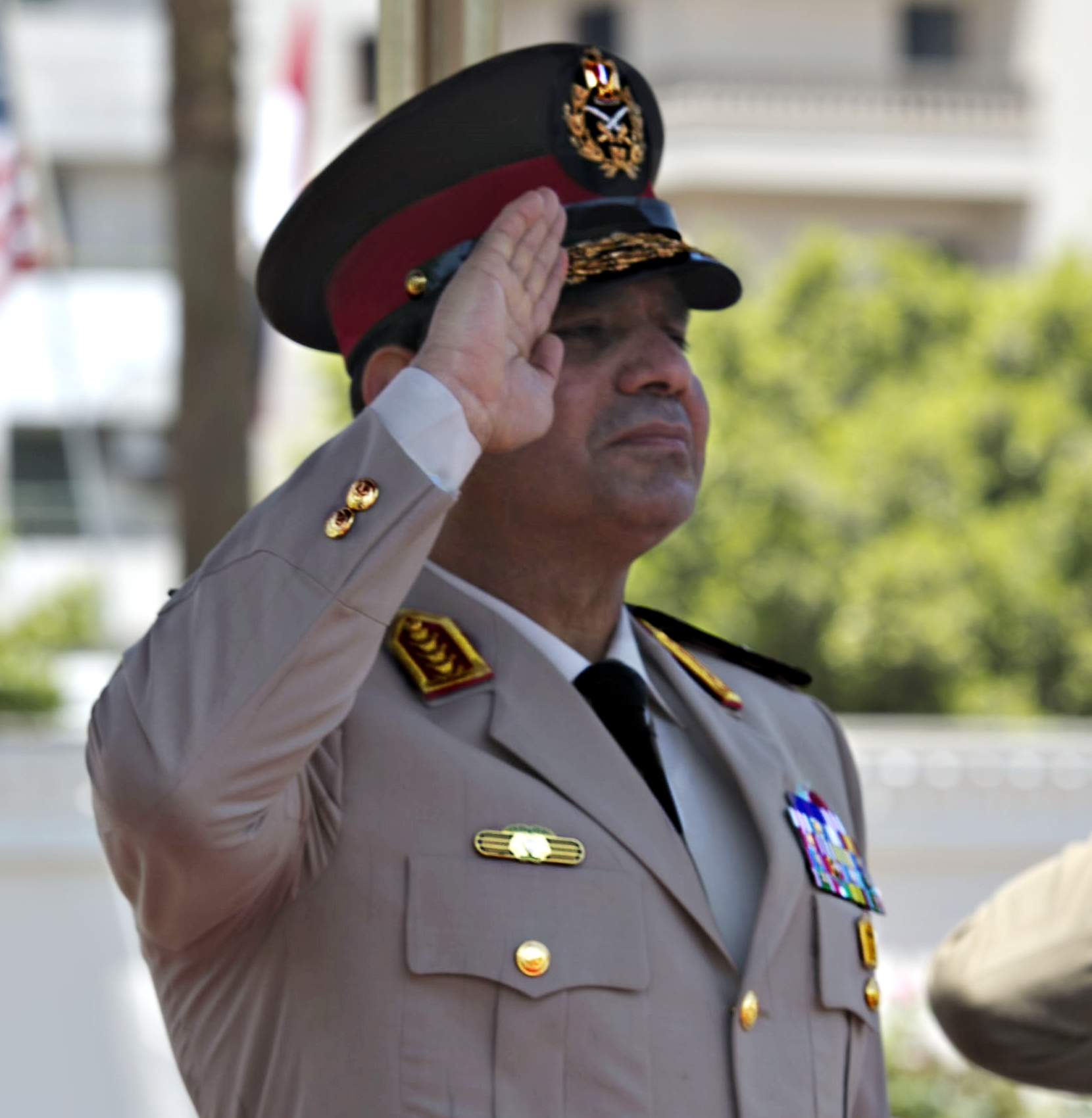
Abdel Fattah al-Sissi (Le Caire, 24 avril 2013).

En août 2012, il est nommé ministre de la Défense par le président Mohamed Morsi (issu des Frères musulmans) qui vient de limoger Mohamed Hussein Tantawi et son adjoint, sa réputation d'intégrité et d'homme religieux ayant probablement séduit les Frères musulmans. À ce poste, il augmente les salaires des soldats comme des officiers, rénove plusieurs casernes et négocie même la fin d'une grève de policiers.

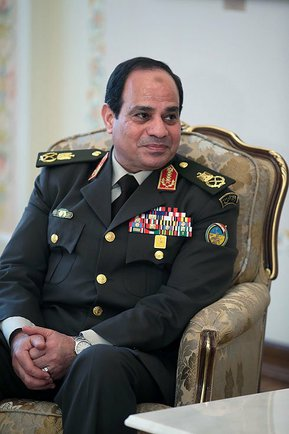
Le maréchal Abdel Fattah al-Sissi, ministre de la Défense (Moscou, 13 février 2014).

En novembre 2012, alors que Morsi tente de passer en force une réforme constitutionnelle afin d'obtenir les pleins pouvoirs, al-Sissi se présente comme intermédiaire entre l'opposition et le président, médiation que ce dernier refuse.

### Coup d'État de 2013 contre Mohamed Morsi
Pendant les manifestations de juin-juillet 2013 contre le président Morsi, il juge qu'il est du devoir des forces armées « d'intervenir pour empêcher l'Égypte de plonger dans un tunnel de conflits » afin d'empêcher « l'effondrement des institutions de l'État ». Il fait déployer à cette occasion au Caire des hélicoptères de l'armée arborant le drapeau national, afin de renvoyer l'image de l'unité de l'armée et du peuple. Après des manifestations populaires gigantesques demandant la démission du président Morsi accusé de déstabiliser le pays, Sissi renverse celui-ci lors du coup d'État militaire du 3 juillet 2013.

### Homme fort et répression des Frères musulmans

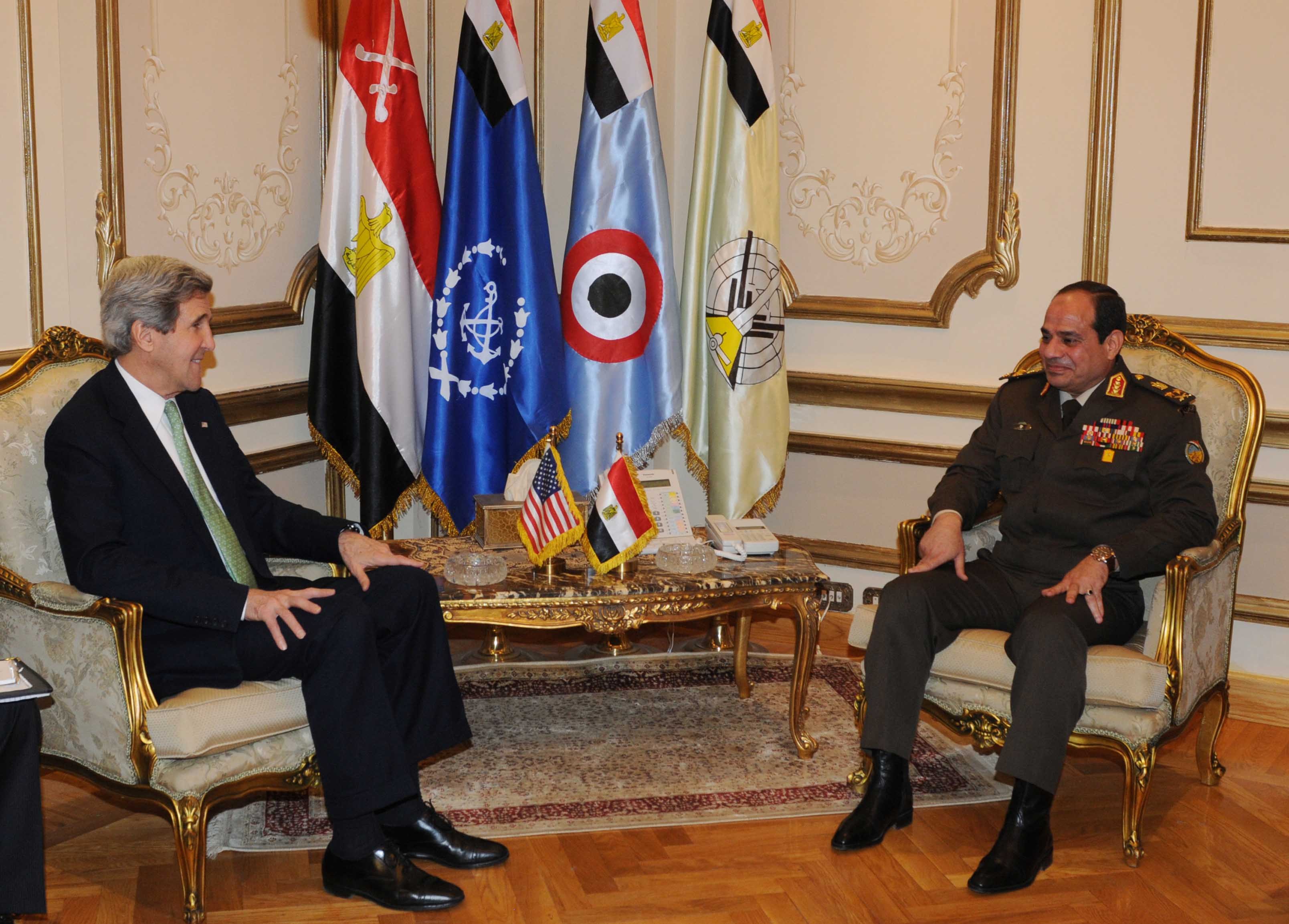
Abdel Fattah al-Sissi en 2013, recevant le secrétaire d'État américain John Kerry au Ministère égyptien de la Défense.

Alors que les observateurs lui prêtent des ambitions présidentielles, il annonce habilement, le jour même du coup d'État, une nouvelle transition démocratique et nomme le magistrat Adli Mansour, président de la Cour constitutionnelle suprême, comme président de la République par intérim, qui prend ses fonctions le lendemain 4 juillet.
Le 26 juillet 2013, l'armée déclare que le président déchu Mohamed Morsi, a été placé en détention préventive à cause de son implication présumée dans des attaques contre la police imputées aux activistes du Hamas.
Le 27 janvier 2014, Abdel Fattah al-Sissi est promu du grade de général d'armée au grade de maréchal de l'armée égyptienne. Le même jour, il présente sa démission au commandement général des forces armées qui l'accepte et le charge de présenter sa candidature à l'élection présidentielle de 2014.
Il mène conjointement une dure répression contre les Frères musulmans pendant laquelle plus de 1 600 membres ou sympathisants, lors des massacres de Rabaa et Nahda, sont tués, répression dénoncée principalement par la Turquie et le Qatar, les autres pays, en particulier les États-Unis, restant relativement discrets. Il se retourne par la suite contre certains de ses partenaires laïques, les éliminant du gouvernement et emprisonnant leurs militants.

### Victoire à l’élection présidentielle de 2014
Le 26 mars 2014, il remet sa démission de ministre de la Défense pour briguer la présidence alors qu'il est déjà considéré comme le dirigeant de fait du pays depuis le coup d'État de l'été 2013.
Le 28 mai 2014, il remporte l'élection présidentielle avec 96 % des suffrages, dans un contexte présumé de fraudes, et de « violations répétées des droits de l'homme » contre des Frères musulmans (jusqu'alors principal parti d'opposition) ; violences dénoncées par l'ONG Human Rights Watch comme étant « l’un des plus importants massacres de manifestants de l’histoire récente »,,.

### Président de la République (depuis 2014)

#### Entrée en fonction
Le 12 juin, il prête serment et devient le sixième président de la République arabe d'Égypte. Le lendemain, il reconduit Ibrahim Mahlab en tant que Premier ministre (en) et ce dernier prête de nouveau serment le 17 juin suivant.
Il a lancé les travaux du nouveau canal de Suez, inauguré en 2015 et qui double les capacités du précédent.
Le 13 février 2016, il transmet solennellement le pouvoir législatif à la Chambre des représentants issue des législatives de la fin de l'année précédente.

#### Culte de la personnalité
Après son accession au pouvoir à la faveur du coup d'État de juillet 2013, Sissi fait l'objet d'un culte de la personnalité, avec la vente, à travers le pays, de produits dérivés à son effigie, dont la copie de sa carte d'identité, son portrait ou des confiseries,. Ces campagnes sont souvent organisées par les médias égyptiens,. Ses partisans considèrent que Sissi les a sauvés des Frères musulmans.

#### Politique étrangère

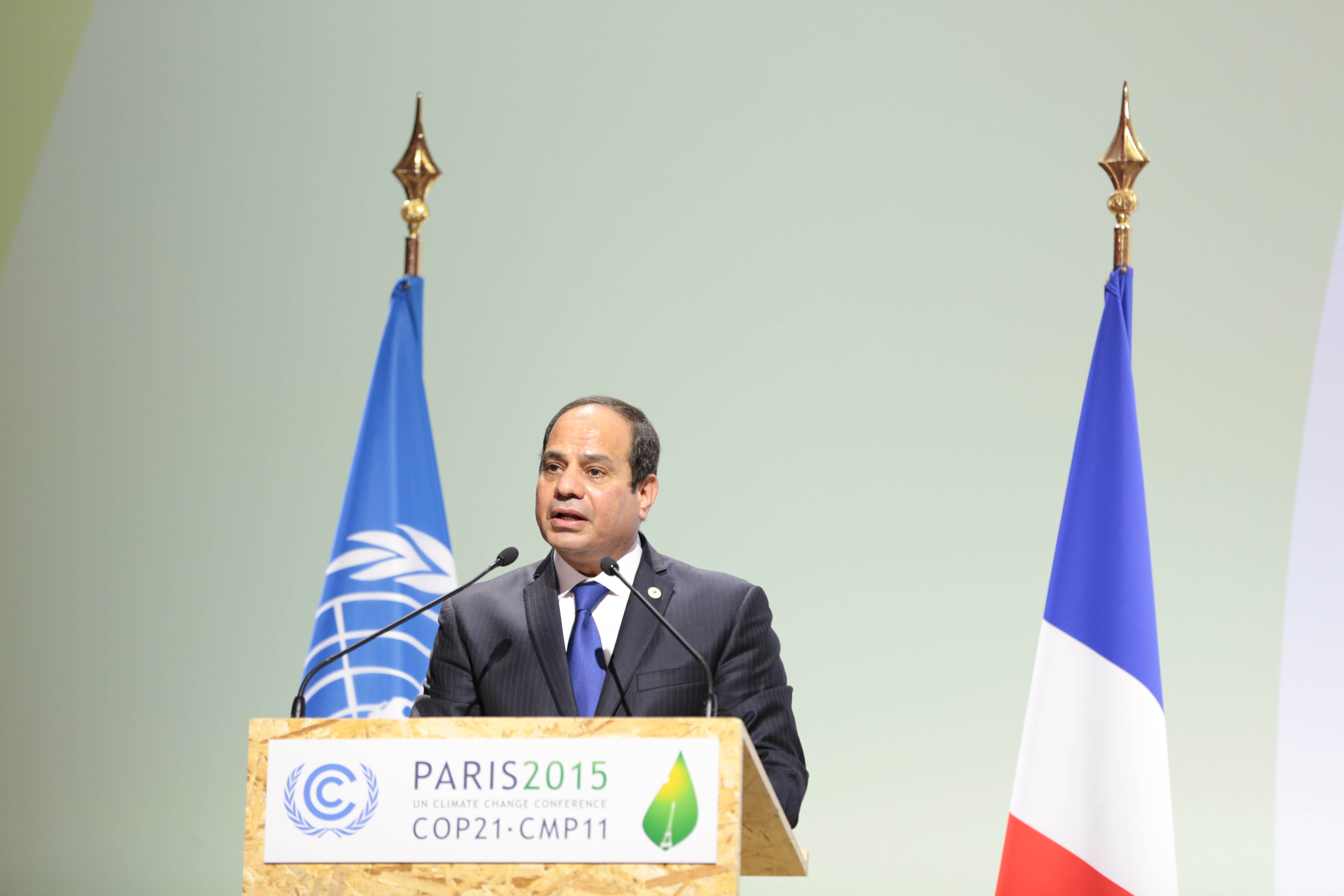
Abdel Fattah al-Sissi à la conférence de Paris de 2015 sur les changements climatiques.

Son premier voyage présidentiel à l'étranger a eu lieu le 25 juin 2014 en Algérie. En 2016, on assiste à un réchauffement relatif des relations entre Israël et l’Égypte, avec notamment la réouverture des ambassades, des échanges de prisonniers et des accords militaires.
En 2019, il est invité par Emmanuel Macron au sommet du G7 se tenant à Biarritz.

#### Politique religieuse
Fin décembre 2014, il lance une campagne pour rénover le discours religieux, afin d'« expurger [les] idées fausses qui peuvent conduire certains à embrasser la violence pour imposer des idées ». Ces déclarations, prononcées notamment à la mosquée al-Azhar, visent à combattre la montée du terrorisme islamiste, non plus uniquement par un biais militaire mais aussi culturel.

#### Politique économique

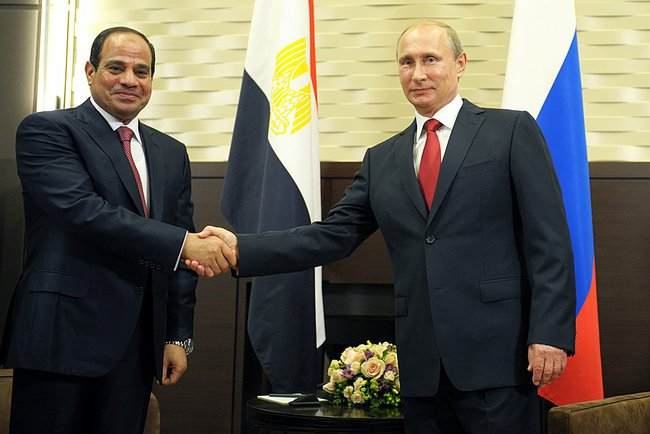
Abdel Fattah al-Sissi avec le président russe, Vladimir Poutine (Moscou, 12 août 2016).

Al-Sissi lance une série de réformes économiques destinées à supprimer ce qui restait de l’héritage nassériste en matière d’État-providence.
Le régime conduit une politique d’austérité consistant notamment à réduire les subventions à l’énergie et à l’électricité, imposer une TVA, augmenter le prix des billets du métro du Caire et « geler » les salaires des fonctionnaires. Dans le même temps, l’impôt sur le revenu des sociétés est réduit. Le nombre de bénéficiaires des subventions pour l'alimentation a reculé de trois millions à la suite de ces réformes.
Les conditions de vie générales tendent à se détériorer et les investissements en matière d'éducation, de santé et d'infrastructure sont jugés insuffisants[Par qui ?]. La pauvreté a progressé entre 2016 et 2019 de plus de 11 % dans les plus grandes villes du pays (Le Caire, Alexandrie, Port-Saïd, Suez) et la moitié la plus pauvre de la population ne bénéficie que de 17 à 18 % du PIB. Selon les statistiques gouvernementales, 32,5 % des Égyptiens vivent en dessous du seuil de pauvreté. Ce dernier est cependant calculé très en deçà des normes internationales en la matière. Un rapport publié par la Banque mondiale en avril 2019 souligne que 60 % de la population égyptienne vit dans la pauvreté ou la précarité.
La dette atteint un niveau record en juin 2018 (92,6 milliards de dollars). Elle est en particulier la conséquence du poids du budget militaire (les importations d’armes ont augmenté de 215 % en 2013-2017 par rapport à 2008-2012) et du paiement des intérêts.
A la veille de la présidentielle de 2023, alors que l’Égypte est toujours plongée dans la crise économique, le maréchal al-Sissi a appelé la population à se serrer la ceinture. « Si le prix du progrès et de la prospérité est d’avoir faim et soif, ne mangeons pas et ne buvons pas », a-il déclaré, suscitant une vague de critiques sur les réseaux sociaux et des manifestations réprimées.

#### Réélection en 2018
Le 19 janvier 2018, il annonce sa candidature à la présidentielle de 2018. Il dépose officiellement celle-ci le 24 janvier. Plusieurs personnalités ayant annoncé leur candidature, dont Ahmed Chafik et Sami Anan, ont été intimidées ou incarcérées,. Il neutralise certains officiers supérieurs de l’armée et de la sécurité, tels que le chef d’état-major de l’armée et le directeur du renseignement général, congédiés et assignés à résidence.
Les forces politiques le soutenant sont assez disparates, comprenant notamment le parti libéral égyptien et le parti salafiste Al-Nour. Le 2 avril, il est officiellement réélu pour un second mandat de quatre ans avec 97,08 % des voix validées, dans une élection où son seul adversaire était aussi l'un de ses partisans,. Il prête serment le 2 juin 2018.

Le Parlement (dont une partie des membres aurait été sélectionnée par les services de renseignement) adopte le 16 avril 2019 une réforme de la Constitution prévoyant de prolonger de deux ans le mandat présidentiel en cours et d'autoriser Sissi à faire un troisième mandat, d'une durée de six ans. Le lendemain, un référendum est annoncé avec un vote étalé sur trois jours, du 20 au 22 avril. La réforme est adoptée avec 88,8 % des suffrages exprimés.

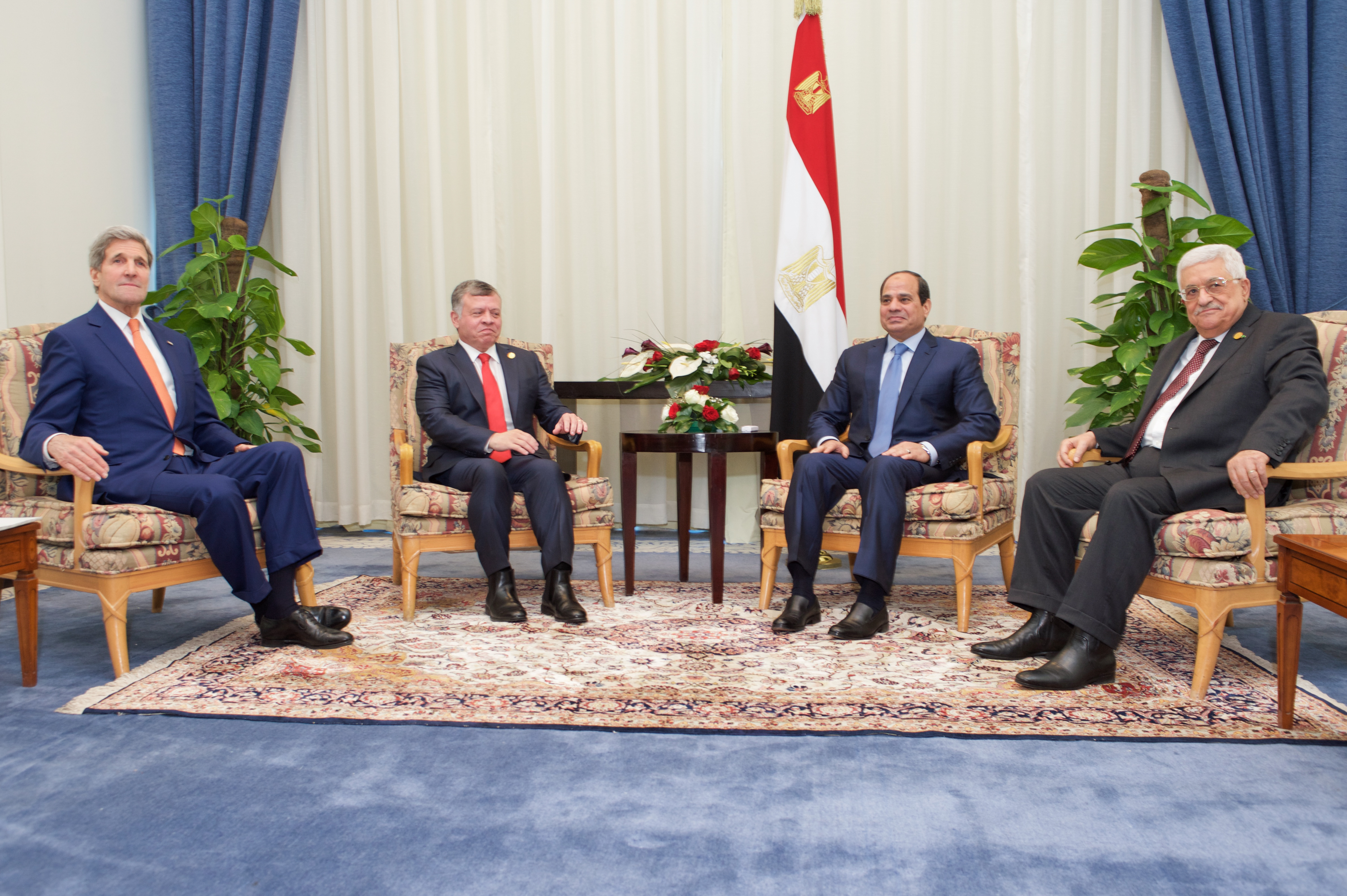
Abdel Fattah al-Sissi avec Abdallah II de Jordanie, le président palestinien Mahmoud Abbas et le secrétaire d'État des États-Unis John Kerry (Le Caire, 13 mars 2015).

#### Réforme constitutionnelle
Le 14 avril 2019, la commission législative du Parlement adopte de nouveaux amendements constitutionnels. Le premier fait passer l’actuel mandat présidentiel d'une durée de quatre à six ans : le mandat d'Abdel Fattah al-Sissi, qui devait initialement prendre fin en 2022, se terminera donc en 2024. Le projet de départ prévoyait de permettre au président de se présenter pour deux nouveaux mandats de six ans et de rester au pouvoir jusqu’en 2034. Le second amendement permet au président Sissi de briguer un seul autre mandat supplémentaire de six ans après 2024, ouvrant la voie à la possibilité du maintien au pouvoir du président égyptien jusqu'en 2030.

#### Manifestations de 2019
En septembre 2018, face à des manifestations dues à l'augmentation des prix, de 250 % pour le billet de métro, Sissi menace les manifestants potentiels, promettant d'empêcher toute nouvelle révolution.

Lors de la cérémonie d'ouverture de la Coupe d'Afrique des nations de football, en juin 2019, le nom de l'ancien footballeur Mohamed Aboutrika, exilé, est scandé alors que Sissi prononce un discours.

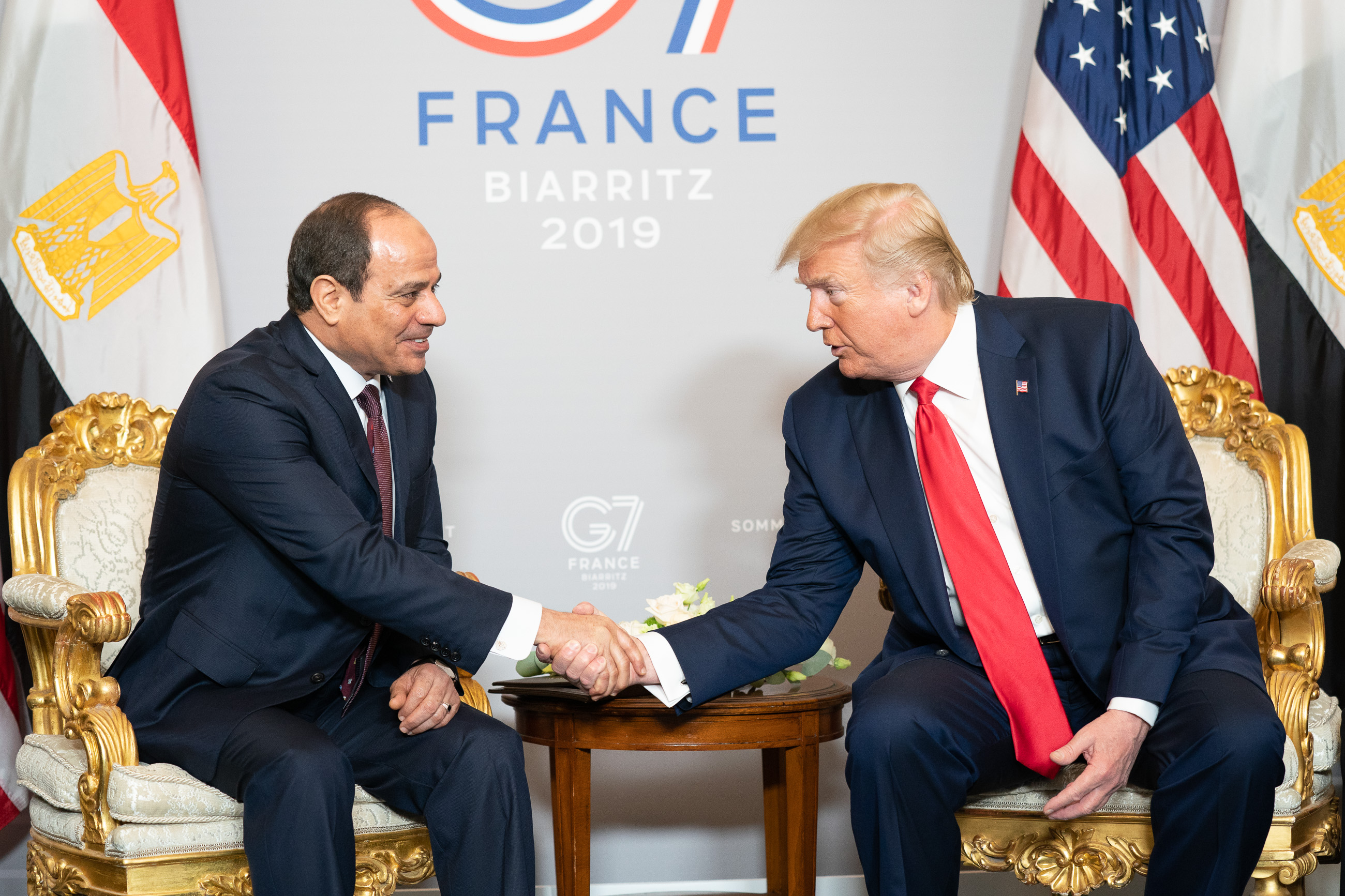
Abdel Fattah al-Sissi avec le président américain, Donald Trump (Biarritz, 2019).

En septembre 2019, un homme d'affaires en exil, Mohamed Ali, accuse Sissi et son régime de corruption. Il affirme que 10 millions d'euros ont été dépensés pour construire un hôtel pour le compte de l'armée, 12 millions d'euros pour la résidence d'été de Sissi. Il accuse aussi le président et son entourage, dont la première dame, de ces dépenses. Enfin, il accuse l'armée de pratiquer un monopole sur les projets de l'État, comme l'élargissement du canal de Suez, qui n'aurait ainsi pas apporté de bénéfice à celle-ci. Ali affirme par ailleurs ne pas avoir été payé pour les projets sur lesquels il se penchait pour l'armée. Pour sa part, Sissi nie ces allégations. S'ensuivent des appels à manifester pour son départ, nourris par un article du Wall Street Journal qui affirme que Donald Trump aurait qualifié Sissi comme étant son « dictateur préféré » lors du sommet du G7. Ainsi, des manifestations nocturnes ont lieu les 20 et 21 septembre, et rassemblent des centaines de personnes sur la place Tahrir au Caire, Alexandrie, Al Mahalla, Al Mansourah, Damiette et Suez,,. Alors que des portraits de Sissi ont été piétinés, près de deux milliers de personnes sont arrêtées et la place Tahrir a été quadrillée. Parmi les personnes arrêtées se trouvent les universitaires Hazem Hosni et Hassan Nafaa, des journalistes comme Khaled Daoud, l'activiste Alaa Abdel Fattah, ou encore l'avocate Mahienour el-Masri. De son côté, Ali appelle à la « marche du million » d'ici au 27 septembre. En réaction, la capitale fait l'objet d'un important déploiement sécuritaire. Finalement, 3 000 opposants et 1 000 partisans du régime défilent.
Même parmi les soutiens du régime, nombreux accréditent les allégations de corruption et estiment être peu considérés par le pouvoir. « Il y a probablement dans le système des tensions liées à des mises à l’écart et à des purges. Le président Sissi ne veut pas voir une tête dépasser, des ambitions apparaître. Il resserre son cercle aux proches parmi les proches. Ça fait beaucoup de mécontents », relève un diplomate.
Le 1er octobre, le gouvernement annonce la réintégration de quelque 1,8 million de citoyens au programme permettant de bénéficier de produits de base avec des tarifs subventionnés. Cette annonce est suivie le 4 octobre par celle relative à une baisse des prix du carburant[réf. souhaitée].

#### Droits de l'homme

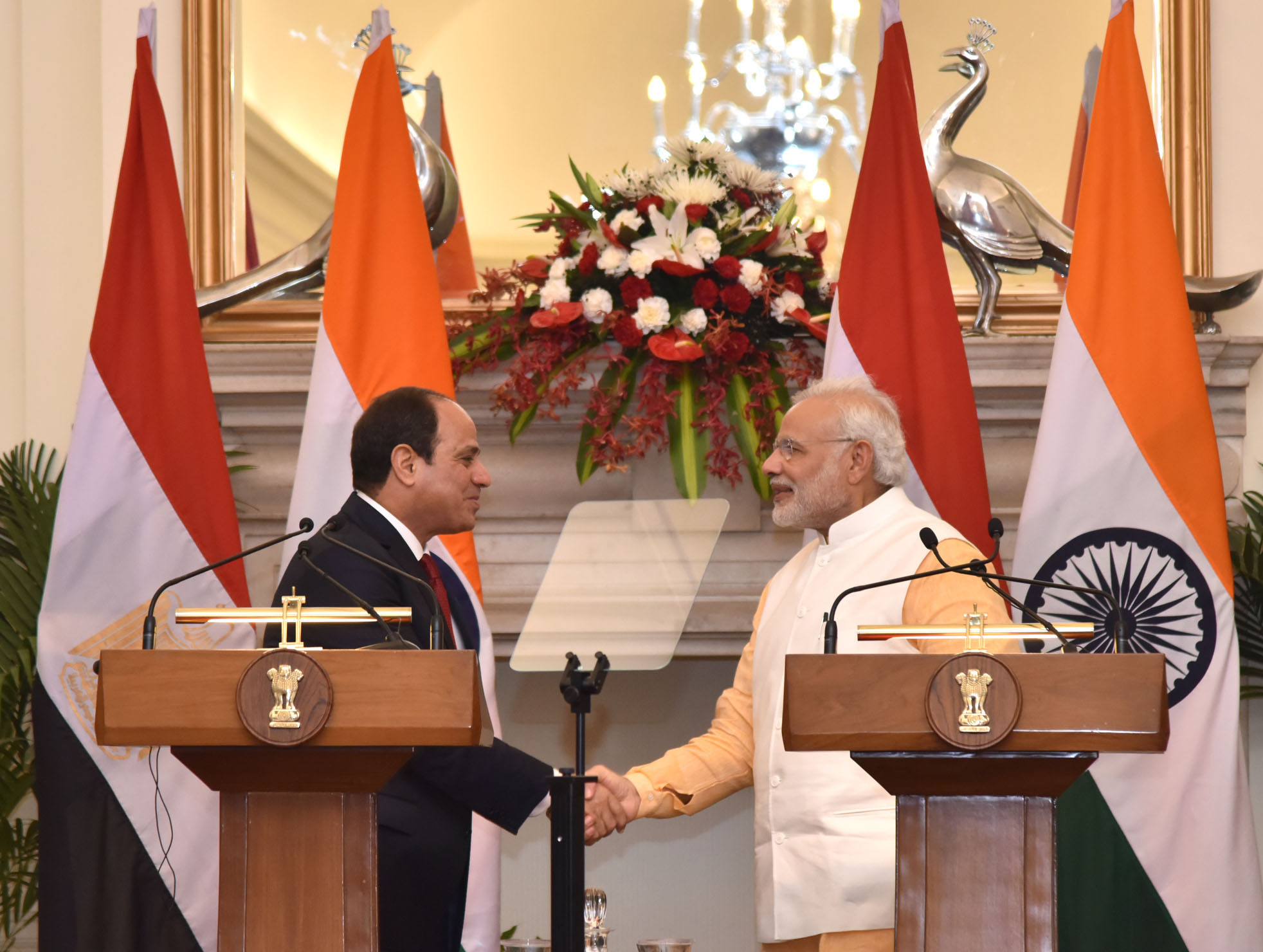
Abdel Fattah al-Sissi avec le premier ministre indien Narendra Modi (New Delhi, 12 juillet 2014).

Le président Abdel Fattah al-Sissi exerce une dictature en Égypte,,. Depuis son arrivée au pouvoir en juillet 2013, des milliers d'opposants au régime ont été tués ou emprisonnés alors que plusieurs centaines d'autres auraient purement et simplement disparu. Les médias égyptiens sont tous réduits au silence. Les responsables de plusieurs ONG égyptiennes sont menacés de mort et obligés de quitter le pays. En février 2016, la découverte au Caire du corps mutilé de Giulio Regeni, étudiant italien mort sous la torture, a remis la question sous les feux de l'actualité, en déclenchant une vague d'indignation à l'étranger et en provoquant une crise diplomatique entre l’Égypte et l'Italie.
Le 16 août 2015, le président al-Sissi ratifie une loi antiterroriste qui condamne à de fortes amendes les médias et les journalistes qui mettraient en doute les communiqués officiels du gouvernement en cas d'attentat.
Sans être officiellement illégale, l'homosexualité est également réprimée par le gouvernement égyptien sous couvert de lutte contre  ; des homosexuels sont arrêtés, torturés ou condamnés à des peines de prison,,.

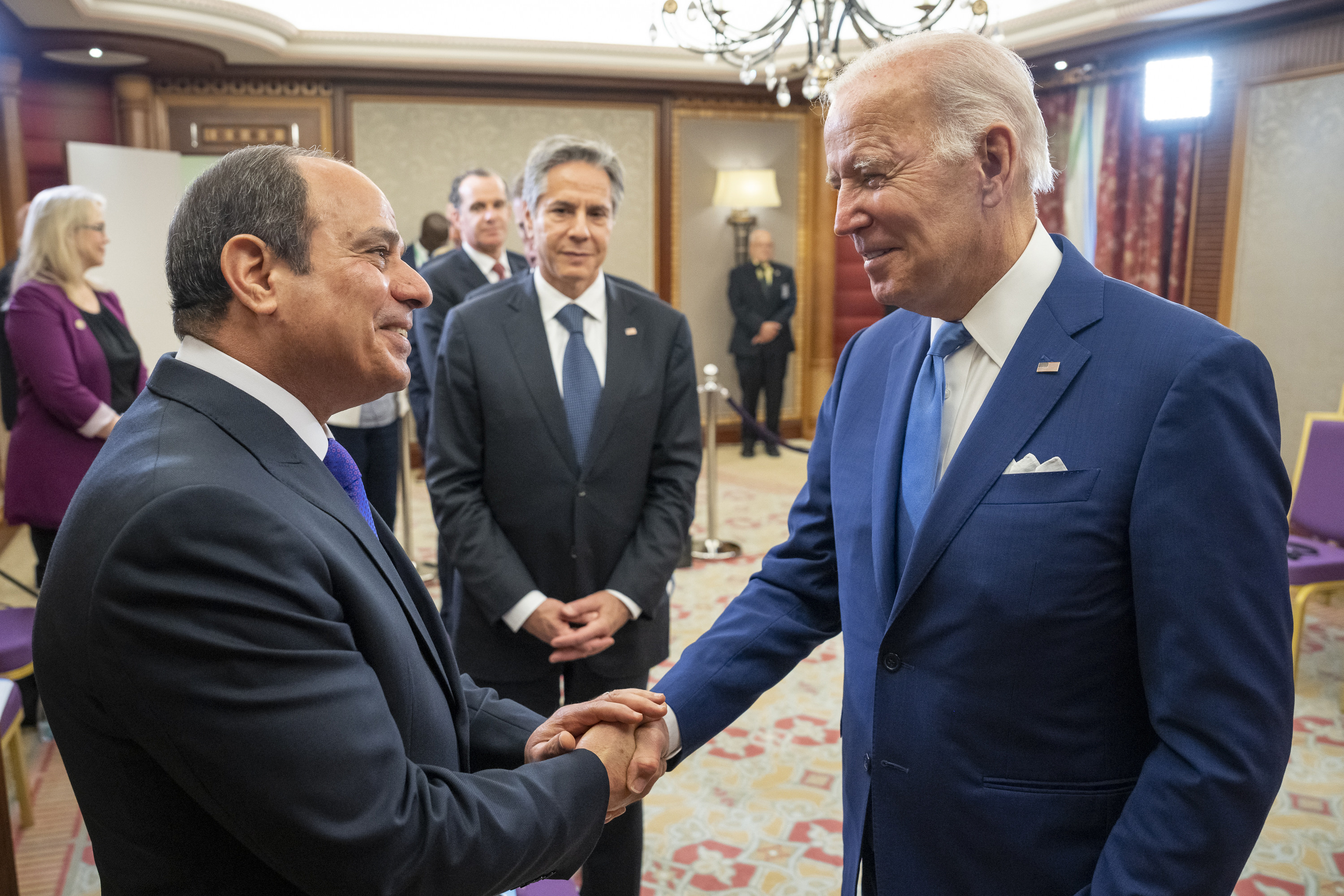
Abdel Fattah al-Sissi avec le président américain Joe Biden (Washington, 16 juillet 2022).

Selon Amnesty International, de juillet 2013 à avril 2016, sous le régime du maréchal al-Sissi, 40 000 personnes ont été arrêtées ou sont poursuivies pour des raisons politiques, 700 personnes au moins ont été placées en détention sans procès depuis plus de deux ans, plus de 500 disparitions forcées ont été recensées depuis mars 2015, 538 condamnations à mort ont été prononcées en 2015 et 1 400 manifestants ont été tués entre août 2013 et janvier 2014. L'ONG noté également un « recours généralisé à la torture en détention ».
En septembre 2017, Human Rights Watch affirme à son tour que 60 000 personnes ont été arrêtées depuis 2013 par le régime d'al-Sissi et dénonce une utilisation régulière de la torture par la police et les officiers de l’Agence de sécurité nationale, ayant notamment provoqué la mort d'au moins 30 personnes entre août 2013 et décembre 2015. Parmi les sévices rapportés figurent : « Chocs répétés avec pistolet électrique paralysant, coups de poing ou de barre de fer, placement dans des positions douloureuses ou encore viols et menaces de viol ».
Le 27 mai 2018, Hazim Abdelazim (en), ancien membre du gouvernement sous Hosni Moubarak, ayant soutenu al-Sissi lors de l'élection présidentielle égyptienne de 2014, puis passé dans l'opposition à celui-ci, est arrêté pour « diffusion de fausses informations et incitation à la sédition ». C'est également le cas des blogueurs Wael Abbas, militant des droits de l'homme, et Sherif Gaber, militant laïc.

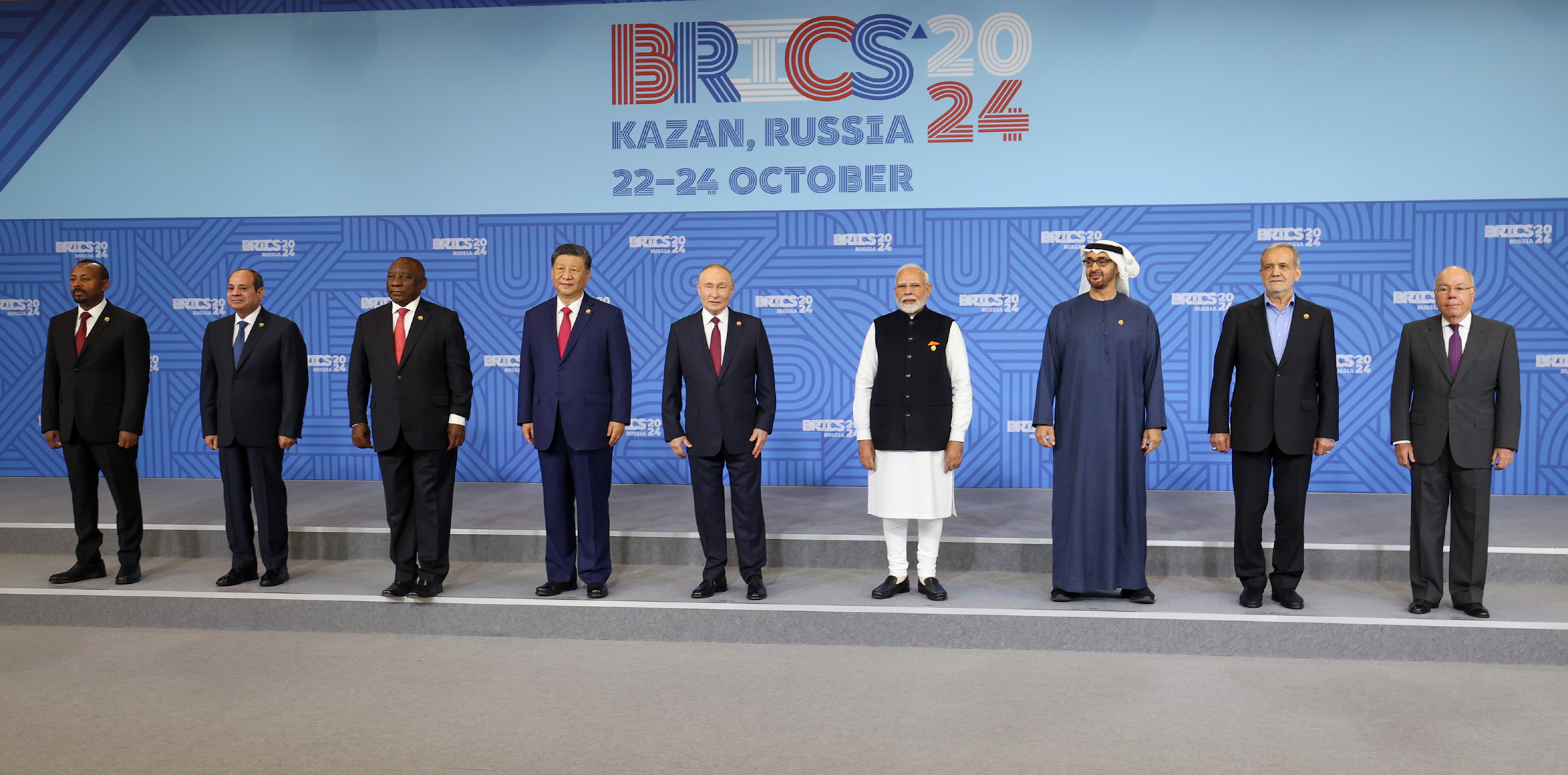
16e sommet des BRICS a Kazan le 23 octobre 2024

Son prédécesseur direct, Mohamed Morsi, malade et placé à l'isolement, meurt le 17 juin 2019, après avoir perdu connaissance lors d'une audience de son procès à la prison de Tora,,.
Le 2 mai 2020, le jeune réalisateur Chadi Habache meurt en prison au Caire, à l'âge de 24 ans. Auteur d’un vidéoclip d’une chanson critiquant vertement le président al-Sissi, il avait été arrêté en mars 2018, accusé de « diffusion de fausses nouvelles » et d'« appartenance à une organisation illégale », selon le ministère public. D'après la version officielle, le jeune homme est décédé après avoir ingéré du désinfectant pour les mains par erreur, version très contestée dans le pays. Ce sont près de 60 000 prisonniers politiques qui seraient détenus dans les prisons du pays, selon les organisations des droits de l'homme, qui dénoncent régulièrement les conditions de détention en Égypte.
Lors d'une visite officielle en France en décembre 2020 et dans la plus grande discrétion, Abdel Fattah al-Sissi est décoré du plus haut grade de la Légion d'honneur par Emmanuel Macron, selon une pratique diplomatique à la seule initiative du président de la République,,. Quelques jours plus tard, le journaliste et écrivain italien Corrado Augias annonce qu'il rend sa propre Légion d'honneur pour protester contre l'attribution de cette décoration « à un chef d’État qui s'est objectivement rendu complice d'atroces criminels », en particulier pour l'enlèvement, la torture et l'assassinat par les services de renseignement égyptiens de l'étudiant italien Giulio Regeni. Sergio Cofferati, ancien syndicaliste et ancien maire de Bologne, l'économiste Giovanna Melandri ou encore la journaliste et écrivaine Luciana Castellina annoncent qu'ils renoncent également à la plus prestigieuse des décorations françaises.

#### Pandémie de Covid-19

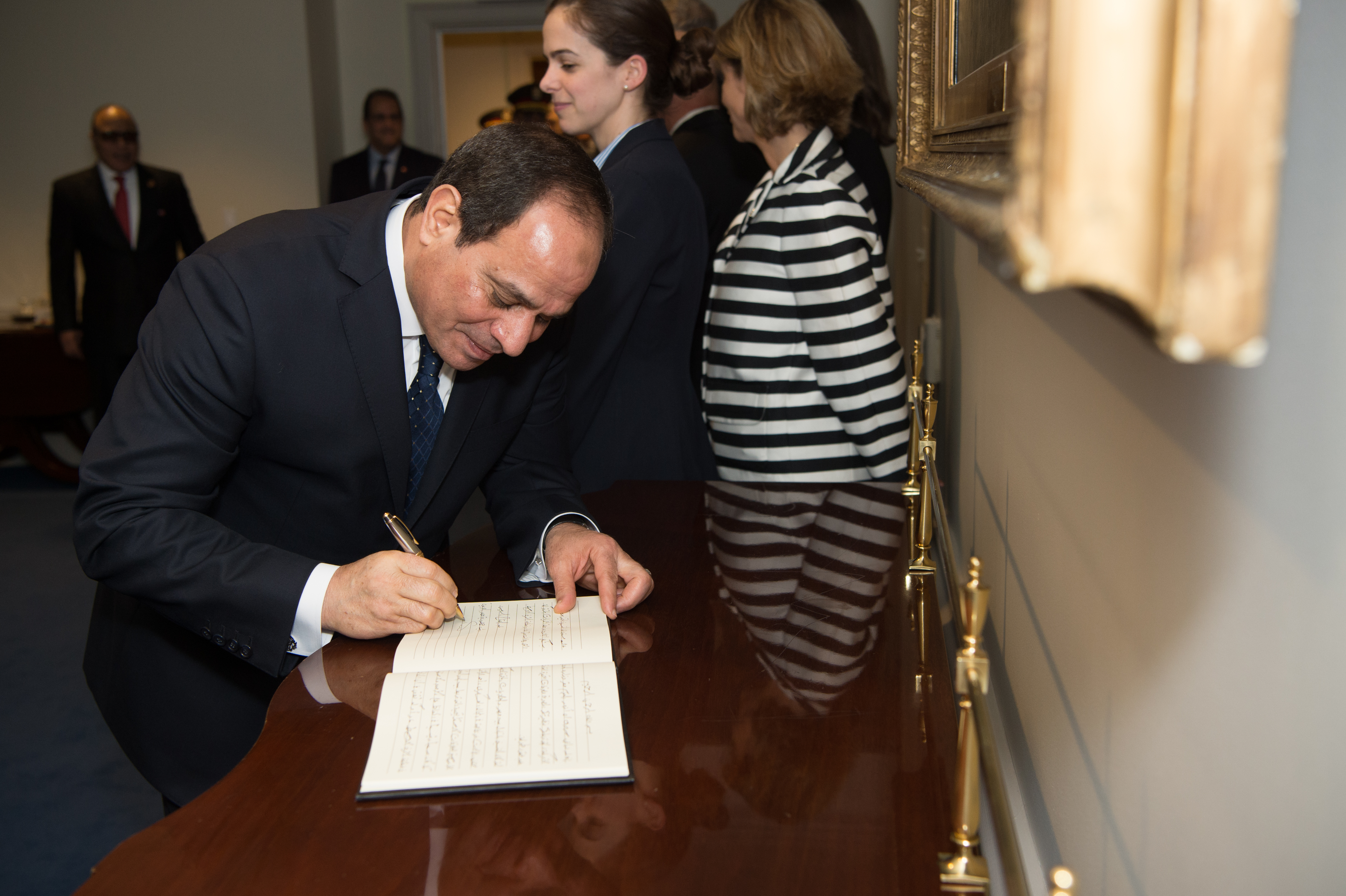
Abdel Fattah al-Sissi signant le livre d'or du Pentagone (Washington, le 5 avril 2017).

Le 8 mai 2020, le président Sissi ratifie une série d'amendements à la loi sur l'état d'urgence qui étend ses pouvoirs, une mesure prise en pleine pandémie de Covid-19 qui est vivement dénoncée et critiquée par plusieurs ONG. Les amendements, publiés au Journal officiel, permettent au chef de l’État d'ordonner la fermeture des écoles, la suspension des services publics, la fin des rassemblements publics et privés et le placement en quarantaine des voyageurs entrant dans le pays. Ils l’autorisent aussi à limiter le commerce de certains produits, à réquisitionner les centres médicaux privés et à transformer des écoles, centres éducatifs et autres établissements publics en hôpitaux de campagne. Le procureur militaire est également autorisé à assister le ministère public pour enquêter sur des crimes rapportés par les forces armées responsables du respect des lois sous l'état d'urgence. Le pays est sous état d'urgence renouvelé depuis un attentat revendiqué par un groupe jihadiste affilié à l'État islamique en avril 2017. La législation d'exception élargit considérablement les pouvoirs de la police en matière d'arrestation, de surveillance, de déplacements et restreint les droits constitutionnels tels que la liberté d'expression.

#### Réélection de 2023
Le 2 octobre 2023, Abdel Fattah al-Sissi annonce sa candidature pour l'élection présidentielle de 2023.
Le 18 décembre 2023, il remporte une nouvelle fois l'élection avec 89,6 % des voix, il entame donc un troisième mandat, qui devrait-être le dernier selon la constitution. Il prête serment le 2 avril.

## Décorations civiles

### Égyptiennes
Grand maître des ordres honorifiques égyptiens en sa qualité de président de la République, il est également récipiendaire des décorations suivantes :
- Collier de l'ordre du Nil
- Collier de l'ordre de la République
- Grand-croix de l'ordre égyptien du Mérite
- Classe majeur de l'ordre de la Vertu

### Étrangères
- Collier de l'ordre du roi Abdelaziz ( Arabie saoudite)[98]
- Médaille de la Libération du Koweït (en) ( Arabie saoudite)
- Collier de l'ordre du Cheikh Issa ben Salmane Al Khalifa (en) ( Bahreïn)[99]
- Médaille de l'ordre de l'amitié des peuples (en) ( Biélorussie)[100]
- Collier de l'ordre Makarios III (en) ( Chypre)[101]
- Grand-croix de l'ordre national du Côte d'Ivoire ( Côte d'Ivoire)[102]
- Chevalier de l'ordre de l'Éléphant ( Denmark)[103]
- Collier de l'ordre de Zayed ( Émirats arabes unis)[104]
- Grand-croix de la Légion d'honneur ( France)[105],[106]
- Grand-croix de l’ordre du Rédempteur ( Grèce)
- Grand-croix de l'ordre de national du Mérite ( Guinée)[107]
- Collier de l'ordre de Mubarak le Grand (en) ( Koweït)[108],[109]
- Médaille de l'ordre de la Libération du Koweït (en) ( Koweït)
- Collier du Leader du parlement arabe ( Ligue arabe)[110]
- Grand cordon de l'ordre du Mérite national ( Mauritanie)
- Collier de l'ordre d'Oman ( Oman)[111]
- Grand-collier de l'ordre de l'Infant Dom Henrique ( Portugal)[112]
- Grand-cordon de l'ordre de la République serbe (en) ( Serbie)[113]
- Collier de l’ordre des Deux Nils ( Soudan)

## Docteurhonoris causa
Il est docteur honoris causa de nombreuses universités, parmi lesquelles :
- Université de Budapest (2015)[114] ;
- Université nationale de l'administration publique (2019)[115] ;
- Université de Belgrade (2022)[116].

## Autres distinctions
- Médaille de la Fédération arabe du Tourisme.
- Prix de Saint George (Allemagne)[117].